# Dreiband-Europameisterschaft der Junioren 2012

Logo CEB (ausrichtender Verband)

Die Dreiband-Europameisterschaft der Junioren 2012 war ein Turnier in der Karambolagedisziplin Dreiband und fand vom 24. bis 26. Februar in Alcamo statt.

## Modus
Gespielt wurde mit 16 Teilnehmern in vier Gruppen à vier Spielern im Round-Robin-Modus. Die beiden Gruppenbesten qualifizierten sich für das Viertelfinale.
Zum ersten Mal seit 1971 wurde das Turnier nicht mehr im Satzsysten ausgetragen. Gespielt wurde in der Gruppenphase bis 25 Punkte und in der KO-Runde bis 30 Punkte. In der KO-Runde wurde ohne Nachstoß gespielt.

## Qualifikation
| Abschlusstabelle Gruppe A | Abschlusstabelle Gruppe A | Abschlusstabelle Gruppe A | Abschlusstabelle Gruppe A | Abschlusstabelle Gruppe A | Abschlusstabelle Gruppe A | Abschlusstabelle Gruppe A | Abschlusstabelle Gruppe A | Abschlusstabelle Gruppe A |
| Platz                     | Name                      | MP                        | Pkte                      | Aufn.                     | GD                        | BED                       | HS                        |                           |
| ------------------------- | ------------------------- | ------------------------- | ------------------------- | ------------------------- | ------------------------- | ------------------------- | ------------------------- | ------------------------- |
| 1                         | Mathieu Franck            | 6:0                       | 75                        | 90                        | 0,833                     | 1,250                     | 6                         |                           |
| 2                         | David Zapata              | 4:2                       | 71                        | 53                        | 1,339                     | 1,666                     | 10                        |                           |
| 3                         | Vuk Brajovic              | 2:4                       | 50                        | 103                       | 0,485                     | 0,500                     | 5                         |                           |
| 4                         | Kamil Zaloga              | 0:6                       | 25                        | 99                        | 0,252                     | -                         | 2                         |                           |

| Abschlusstabelle Gruppe B | Abschlusstabelle Gruppe B | Abschlusstabelle Gruppe B | Abschlusstabelle Gruppe B | Abschlusstabelle Gruppe B | Abschlusstabelle Gruppe B | Abschlusstabelle Gruppe B | Abschlusstabelle Gruppe B | Abschlusstabelle Gruppe B |
| Platz                     | Name                      | MP                        | Pkte                      | Aufn.                     | GD                        | BED                       | HS                        |                           |
| ------------------------- | ------------------------- | ------------------------- | ------------------------- | ------------------------- | ------------------------- | ------------------------- | ------------------------- | ------------------------- |
| 1                         | Dustin Jäschke            | 6:0                       | 75                        | 85                        | 0,882                     | 0,961                     | 8                         |                           |
| 2                         | Mohamed Abdin             | 2:4                       | 70                        | 94                        | 0,744                     | 0,555                     | 4                         |                           |
| 3                         | Andy de Bondt             | 2:4                       | 55                        | 83                        | 0,662                     | 1,136                     | 6                         |                           |
| 4                         | Mike Christensen          | 2:4                       | 64                        | 111                       | 0,576                     | 0,714                     | 6                         |                           |

| Abschlusstabelle Gruppe C | Abschlusstabelle Gruppe C | Abschlusstabelle Gruppe C | Abschlusstabelle Gruppe C | Abschlusstabelle Gruppe C | Abschlusstabelle Gruppe C | Abschlusstabelle Gruppe C | Abschlusstabelle Gruppe C | Abschlusstabelle Gruppe C |
| Platz                     | Name                      | MP                        | Pkte                      | Aufn.                     | GD                        | BED                       | HS                        |                           |
| ------------------------- | ------------------------- | ------------------------- | ------------------------- | ------------------------- | ------------------------- | ------------------------- | ------------------------- | ------------------------- |
| 1                         | Ömer Karakurt             | 6:0                       | 75                        | 77                        | 0,974                     | 1,388                     | 9                         |                           |
| 2                         | David Martinez            | 4:2                       | 65                        | 62                        | 1,048                     | 1,666                     | 9                         |                           |
| 3                         | Bryan Tempelers           | 2:4                       | 65                        | 81                        | 0,802                     | 0,892                     | 7                         |                           |
| 4                         | Daniele Marchese          | 0:6                       | 36                        | 75                        | 0,480                     | -                         | 4                         |                           |

| Abschlusstabelle Gruppe D | Abschlusstabelle Gruppe D | Abschlusstabelle Gruppe D | Abschlusstabelle Gruppe D | Abschlusstabelle Gruppe D | Abschlusstabelle Gruppe D | Abschlusstabelle Gruppe D | Abschlusstabelle Gruppe D | Abschlusstabelle Gruppe D |
| Platz                     | Name                      | MP                        | Pkte                      | Aufn.                     | GD                        | BED                       | HS                        |                           |
| ------------------------- | ------------------------- | ------------------------- | ------------------------- | ------------------------- | ------------------------- | ------------------------- | ------------------------- | ------------------------- |
| 1                         | João Pedro Ferreira       | 6:0                       | 75                        | 84                        | 0,892                     | 1,041                     | 6                         |                           |
| 2                         | Jens van Dam              | 4:2                       | 64                        | 78                        | 0,820                     | 1,086                     | 6                         |                           |
| 3                         | Andrea Nardi              | 2:4                       | 40                        | 97                        | 0,412                     | 0,460                     | 2                         |                           |
| 4                         | Vrastislav Berdis         | 0:6                       | 32                        | 100                       | 0,320                     | -                         | 4                         |                           |

## Endrunde
|  | Viertelfinale Spiel bis 30 Punkte | Viertelfinale Spiel bis 30 Punkte | Viertelfinale Spiel bis 30 Punkte | Viertelfinale Spiel bis 30 Punkte | Viertelfinale Spiel bis 30 Punkte | Viertelfinale Spiel bis 30 Punkte |                |              | Halbfinale Spiel bis 30 Punkte | Halbfinale Spiel bis 30 Punkte | Halbfinale Spiel bis 30 Punkte | Halbfinale Spiel bis 30 Punkte | Halbfinale Spiel bis 30 Punkte | Halbfinale Spiel bis 30 Punkte |      |      | Finale Spiel bis 30 Punkte | Finale Spiel bis 30 Punkte | Finale Spiel bis 30 Punkte | Finale Spiel bis 30 Punkte | Finale Spiel bis 30 Punkte | Finale Spiel bis 30 Punkte |
|  |                                   |                                   |                                   |                                   |                                   |                                   |                |              |                                |                                |                                |                                |                                |                                |      |      |                            |                            |                            |                            |                            |                            |
|  |                                   | MP                                | Pkt.                              | Auf.                              | ED                                | HS                                |                |              |                                |                                |                                |                                |                                |                                |      |      |                            |                            |                            |                            |                            |                            |
|  |                                   | MP                                | Pkt.                              | Auf.                              | ED                                | HS                                |                |              |                                |                                |                                |                                |                                |                                |      |      |                            |                            |                            |                            |                            |                            |
|  | Ömer Karakurt                     | 2                                 | 30                                | 31                                | 0,967                             | 5                                 |                |              |                                |                                |                                |                                |                                |                                |      |      |                            |                            |                            |                            |                            |                            |
|  | Ömer Karakurt                     | 2                                 | 30                                | 31                                | 0,967                             | 5                                 |                | MP           | Pkt.                           | Auf.                           | ED                             | HS                             |                                |                                |      |      |                            |                            |                            |                            |                            |                            |
|  | Mohamed Abdin                     | 0                                 | 26                                | 31                                | 0,838                             | 8                                 |                | MP           | Pkt.                           | Auf.                           | ED                             | HS                             |                                |                                |      |      |                            |                            |                            |                            |                            |                            |
|  | Mohamed Abdin                     | 0                                 | 26                                | 31                                | 0,838                             | 8                                 | Ömer Karakurt  | 2            | 30                             | 29                             | 1,034                          | 6                              |                                |                                |      |      |                            |                            |                            |                            |                            |                            |
|  |                                   | MP                                | Pkt.                              | Auf.                              | ED                                | HS                                | Ömer Karakurt  | 2            | 30                             | 29                             | 1,034                          | 6                              |                                |                                |      |      |                            |                            |                            |                            |                            |                            |
|  |                                   | MP                                | Pkt.                              | Auf.                              | ED                                | HS                                |                | Jens van Dam | 0                              | 15                             | 29                             | 0,517                          | 4                              |                                |      |      |                            |                            |                            |                            |                            |                            |
|  | Mathieu Franck                    | 0                                 | 19                                | 32                                | 0,593                             | 5                                 |                | Jens van Dam | 0                              | 15                             | 29                             | 0,517                          | 4                              |                                |      |      |                            |                            |                            |                            |                            |                            |
|  | Mathieu Franck                    | 0                                 | 19                                | 32                                | 0,593                             | 5                                 |                |              |                                |                                |                                |                                |                                | MP                             | Pkt. | Auf. | ED                         | HS                         |                            |                            |                            |                            |
|  | Jens van Dam                      | 2                                 | 30                                | 33                                | 0,909                             | 4                                 |                |              |                                |                                |                                |                                |                                | MP                             | Pkt. | Auf. | ED                         | HS                         |                            |                            |                            |                            |
|  | Jens van Dam                      | 2                                 | 30                                | 33                                | 0,909                             | 4                                 | Ömer Karakurt  | 0            | 18                             | 11                             | 1,636                          | 6                              |                                |                                |      |      |                            |                            |                            |                            |                            |                            |
|  |                                   | MP                                | Pkt.                              | Auf.                              | ED                                | HS                                | Ömer Karakurt  | 0            | 18                             | 11                             | 1,636                          | 6                              |                                |                                |      |      |                            |                            |                            |                            |                            |                            |
|  |                                   | MP                                | Pkt.                              | Auf.                              | ED                                | HS                                |                | David Zapata | 2                              | 30                             | 11                             | 2,727                          | 11                             |                                |      |      |                            |                            |                            |                            |                            |                            |
|  | Dustin Jäschke                    | 0                                 | 23                                | 33                                | 0,696                             | 4                                 |                | David Zapata | 2                              | 30                             | 11                             | 2,727                          | 11                             |                                |      |      |                            |                            |                            |                            |                            |                            |
|  | Dustin Jäschke                    | 0                                 | 23                                | 33                                | 0,696                             | 4                                 |                | MP           | Pkt.                           | Auf.                           | ED                             | HS                             |                                |                                |      |      |                            |                            |                            |                            |                            |                            |
|  | David Martinez                    | 2                                 | 30                                | 34                                | 0,882                             | 6                                 |                | MP           | Pkt.                           | Auf.                           | ED                             | HS                             |                                |                                |      |      |                            |                            |                            |                            |                            |                            |
|  | David Martinez                    | 2                                 | 30                                | 34                                | 0,882                             | 6                                 | David Martinez | 0            | 23                             | 18                             | 1,277                          | 6                              |                                |                                |      |      |                            |                            |                            |                            |                            |                            |
|  |                                   | MP                                | Pkt.                              | Auf.                              | ED                                | HS                                | David Martinez | 0            | 23                             | 18                             | 1,277                          | 6                              |                                |                                |      |      |                            |                            |                            |                            |                            |                            |
|  |                                   | MP                                | Pkt.                              | Auf.                              | ED                                | HS                                |                | David Zapata | 2                              | 30                             | 18                             | 1,666                          | 8                              |                                |      |      |                            |                            |                            |                            |                            |                            |
|  | João Pedro Ferreira               | 0                                 | 16                                | 15                                | 1,066                             | 4                                 |                | David Zapata | 2                              | 30                             | 18                             | 1,666                          | 8                              |                                |      |      |                            |                            |                            |                            |                            |                            |
|  | João Pedro Ferreira               | 0                                 | 16                                | 15                                | 1,066                             | 4                                 |                |              |                                |                                |                                |                                |                                |                                |      |      |                            |                            |                            |                            |                            |                            |
|  | David Zapata                      | 2                                 | 30                                | 15                                | 2,000                             | 11                                |                |              |                                |                                |                                |                                |                                |                                |      |      |                            |                            |                            |                            |                            |                            |
|  | David Zapata                      | 2                                 | 30                                | 15                                | 2,000                             | 11                                |                |              |                                |                                |                                |                                |                                |                                |      |      |                            |                            |                            |                            |                            |                            |

Quellen:

## Abschlusstabelle
| MP    | Match Points (Sieger = 2; Unentschieden = 1; Verlierer = 0) |
| Pkte. | Erzielte Karambolagen                                       |
| Aufn. | Benötigte Versuche                                          |
| GD    | Generaldurchschnitt                                         |
| BED   | Bester Einzeldurchschnitt eines Spielers                    |
| HS    | Höchstserie                                                 |
|       | Bester GD des Turniers                                      |
|       | Bester ED des Turniers                                      |
|       | Beste HS des Turniers                                       |
|       | 1. Platz (Gold)                                             |
|       | 2. Platz (Silber)                                           |
|       | 3. Platz (Bronze)                                           |

| Endklassement              | Endklassement | Endklassement       | Endklassement | Endklassement | Endklassement | Endklassement | Endklassement | Endklassement |
| Phase                      | Platz         | Name                | MP            | Pkt.          | Aufn.         | GD            | BED           | HS            |
| -------------------------- | ------------- | ------------------- | ------------- | ------------- | ------------- | ------------- | ------------- | ------------- |
| Finale                     | 1             | David Zapata        | 10:2          | 161           | 97            | 1,659         | 2,727         | 11            |
| Finale                     | 2             | Ömer Karakurt       | 10:2          | 153           | 148           | 1,033         | 1,388         | 9             |
| Halb- finale               | 3             | David Martinez      | 6:4           | 118           | 114           | 1,035         | 1,666         | 9             |
| Halb- finale               | 3             | Jens van Dam        | 6:4           | 109           | 140           | 0,778         | 1,086         | 6             |
| Viertel- finale            | 5             | João Pedro Ferreira | 6:2           | 91            | 99            | 0,919         | 1,041         | 6             |
| Viertel- finale            | 6             | Dustin Jäschke      | 6:2           | 98            | 118           | 0,830         | 0,961         | 8             |
| Viertel- finale            | 7             | Mathieu Franck      | 6:2           | 94            | 122           | 0,770         | 1,250         | 6             |
| Viertel- finale            | 8             | Mohamed Abdin       | 2:6           | 96            | 125           | 0,768         | 0,555         | 8             |
| Gruppen- phase             | 9             | Bryan Tempelers     | 2:4           | 65            | 81            | 0,802         | 0,892         | 7             |
| Gruppen- phase             | 10            | Andy de Bondt       | 2:4           | 55            | 83            | 0,662         | 1,136         | 6             |
| Gruppen- phase             | 11            | Vuk Brajovic        | 2:4           | 50            | 103           | 0,485         | 0,500         | 5             |
| Gruppen- phase             | 12            | Andrea Nardi        | 2:4           | 40            | 97            | 0,412         | 0,460         | 2             |
| Gruppen- phase             | 13            | Mike Christensen    | 2:4           | 64            | 111           | 0,576         | 0,714         | 6             |
| Gruppen- phase             | 14            | Daniele Marchese    | 0:6           | 36            | 75            | 0,480         | -             | 4             |
| Gruppen- phase             | 15            | Vrastislav Berdis   | 0:6           | 32            | 100           | 0,320         | -             | 4             |
| Gruppen- phase             | 16            | Kamil Zaloga        | 0:6           | 25            | 99            | 0,252         | -             | 2             |
| Turnierdurchschnitt: 0,751 |               |                     |               |               |               |               |               |               |